# De Dion-Bouton Type DI
Der De Dion-Bouton Type DI ist ein Pkw-Modell aus den 1910er Jahren. Hersteller war De Dion-Bouton aus Frankreich.

## Beschreibung
Die Zulassung durch die nationale Zulassungsbehörde erfolgte am 28. November 1911. Vorgänger war der Type CS.
Der Vierzylindermotor hat 70 mm Bohrung, 130 mm Hub und 2001 cm³ Hubraum. Er war damals in Frankreich mit 12 Cheval fiscal (Steuer-PS) eingestuft. Bei 1500 Umdrehungen in der Minute leistet er 19,1 bhp. Die Höchstleistung des Motors ist nicht bekannt. Er ist vorne im Fahrgestell montiert und treibt über ein Dreiganggetriebe und eine Kardanwelle die Hinterräder an. Der Wasserkühler ist direkt vor dem Motor hinter einem deutlich sichtbaren Kühlergrill.
Die Basis bildet ein Pressstahlrahmen. Der Radstand beträgt wahlweise 2777 mm oder 3027 mm und die Spurweite 1350 mm.
Bekannt sind Aufbauten als Doppelphaeton und Tourenwagen.
Das Modell wurde zehn Monate lang produziert. Nachfolger wurde der Type DY, der am 26. September 1912 seine Zulassung erhielt.